# Södra Sandby socken
Södra Sandby socken i Skåne ingick i Torna härad, ingår sedan 1974 i Lunds kommun och motsvarar från 2016 Södra Sandby distrikt. 
Socknens areal är 36,2 kvadratkilometer varav 35,98 land. År 2000 fanns här 5 663 invånare. Flyingeby med Flyinge kungsgård samt huvuddelen av tätorten Södra Sandby med sockenkyrkan Södra Sandby kyrka ligger i socknen. 

## Administrativ historik
Socknen har medeltida ursprung. Tidigt införlivades Flyinge socken.F öre den 1 januari 1886 (ändring enligt beslut den 17 april 1885) var namnet Sandby socken.
Vid kommunreformen 1862 övergick socknens ansvar för de kyrkliga frågorna till Sandby församling och för de borgerliga frågorna bildades Sandby landskommun. Landskommunen utökades 1952 och uppgick 1974 i Lunds kommun. Församlingen utökades 2006.
1 januari 2016 inrättades distriktet Södra Sandby, med samma omfattning som församlingen hade 1999/2000.
Socknen har tillhört län, fögderier, tingslag och domsagor enligt vad som beskrivs i artikeln Torna härad. De indelta soldaterna tillhörde Södra skånska infanteriregementet, Färs kompani.

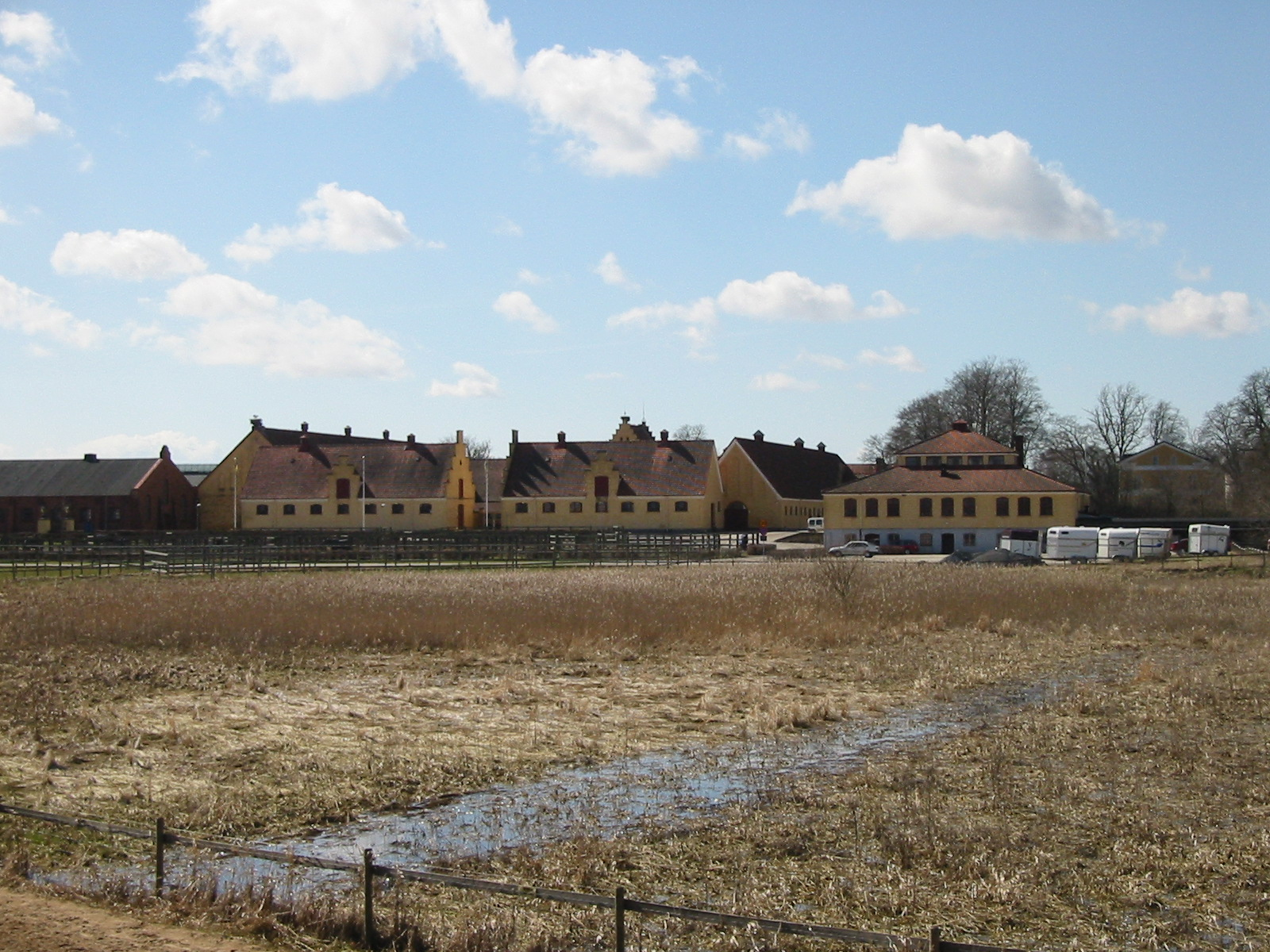
Flyinge kungsgård

## Geografi
Södra Sandby socken ligger öster om Lund söder om Kävlingeån och med Romeleåsen i sydost. Socknen är en odlad slättbygd, kuperad i sydost.

## Fornlämningar
Boplatser från stenåldern är funna. Från bronsåldern finns gravhögar. Från järnåldern finns ett gravfält. Fossil åkermark har påträffats.

## Namnet
Namnet skrevs 1250 Sanby och kommer från kyrkbyn. Efterleden är by, 'gård; by'. Förleden är sand syftande på den sandiga jorden..